# Organizace amerických států

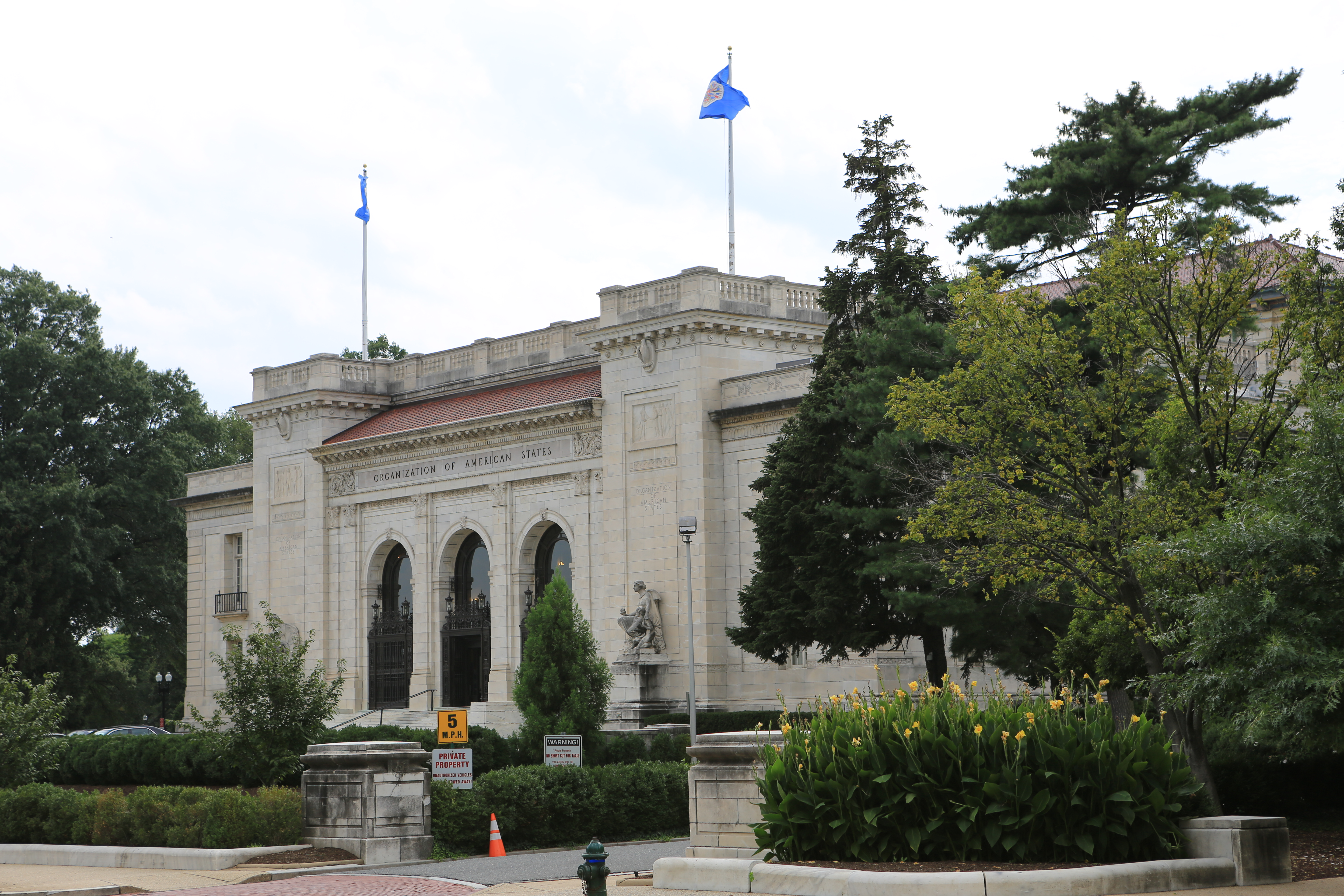
Organizace amerických států ve Washingtonu

Organizace amerických států (OAS, v angl. Organization of American States, v sp. Organización de los Estados americanos) je mezinárodní organizace se sídlem ve Washingtonu v USA.
Její počátky se datují od roku 1890, kdy byla založena jako Mezinárodní konference amerických států. V roce 1910 byla přejmenována na Unii amerických republik. Po druhé světové válce se stal její součástí systém kolektivní bezpečnosti známý jako  Meziamerická dohoda o vzájemné pomoci neboli Dohoda z Ria, podepsaná v roce 1947 v Rio de Janeiru.
Dnešní podobu organizace obdržela v roce 1948. Založilo ji 21 států. Dnes jsou jejími členy všechny nezávislé státy Ameriky. Později se přidaly:
- Barbados (1967)
- Trinidad a Tobago (1967)
- Jamajka (1969)
- Grenada (1975)
- Surinam (1977)
- Dominika (1979)
- Svatá Lucie (1979)
- Antigua a Barbuda (1981)
- Svatý Vincenc a Grenadiny (1981)
- Bahamy (1982)
- Svatý Kryštof a Nevis (1984)
- Kanada (1990)
- Belize (1991)
- Guyana (1991)

Kuba má pozastavené členství od roku 1962. Znamená to, že Kuba nepřestala být členem, ale její současná vláda nemá právo působit na půdě OAS. Jako členský stát je však Kuba sledována ve všech oblastech a země vždy figuruje také v pravidelné zprávě OAS o lidských právech.
OAS řídí její generální tajemník, kterým je nyní bývalý chilský ministr zahraničních věcí José Miguel Insulza.
Původně založena pro boj proti šíření komunismu, OAS se po skončení studené války rychle přizpůsobila na řešení nových výzev. Mezi její stěžejní činnosti dnes patří:
- podpora demokracie: probíhá zejména prostřednictvím pozorovatelských misí při volbách,
- mírové mise: nejznámější byly v Nikaragui, Surinamu, Haiti a Guatemale,
- předběžná mise při řešení pohraničních sporů: v současnosti OAS řeší spory mezi Guatemalou a Belize a mezi Peru a Ekvádorem,
- boj proti terorismu: buduje jednotnou americkou frontu boje proti terorismu,
- podpora volného obchodu: OAS je jednou z organizací zapojených do návrhu dohody, která by založila Americkou dohodu o volném obchodu (angl. Free Trade Area of the Americas, FTAA), která vytvoří trh dosahující od Aljašky po Ohňovou zemi,
- boj proti drogám: v roce 1986 byla jako koordinační orgán založena komise koordinující společné úsilí a přeshraniční spolupráci v této oblasti.